# Jasionka (województwo łódzkie)

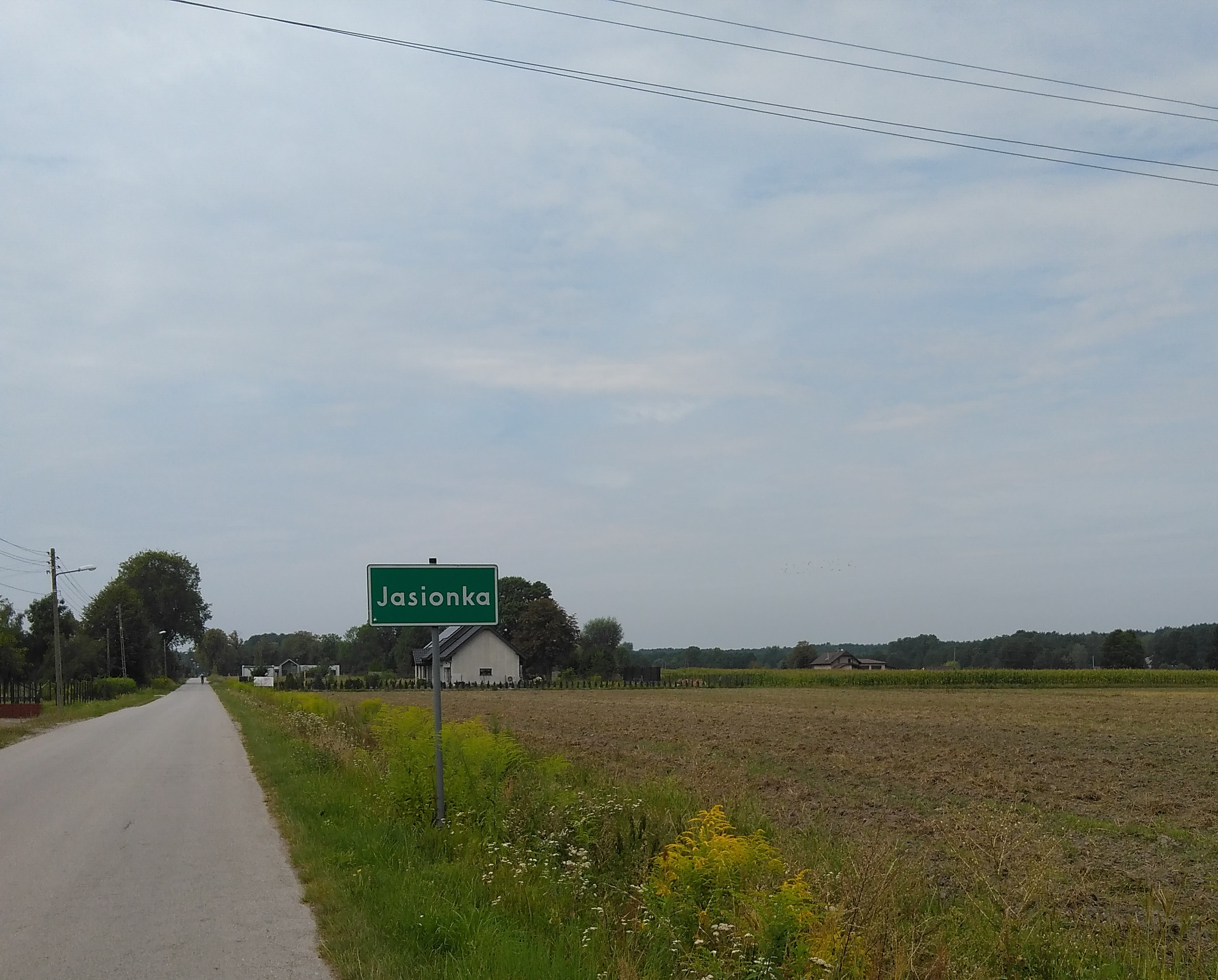
Jasionka w 2024 r.

Jasionka – wieś w Polsce położona w województwie łódzkim, w powiecie zgierskim, w gminie Zgierz.
W latach 1975–1998 miejscowość administracyjnie należała do ówczesnego województwa łódzkiego.
Jasionka jest starą wsią, wzmiankowana w 1396 roku. Była wówczas posiadłością Karśnickich. W 1827 roku wieś liczyła 10 domów i 110 mieszkańców, należała do parafii Modlna i była własnością prywatną.
Ostatnim właścicielem Jasionki był Stanisław Pomianowski – patriota, działacz społeczno-polityczny poszukiwany przez Gestapo za swą działalność. Był on ministrem w rządzie Rzeczypospolitej Polskiej na uchodźstwie. Zmarł w 1980 roku w Anglii. Prochy jego spoczywają na cmentarzu w Górze św. Małgorzaty.
11 września 1939 we wsi Jasionka i Kębliny żołnierze Wehrmachtu zamordowali 11 osób (nazwiska ofiar zostały ustalone).